# Fandène
Fandène (ou Fandane) est un village de l'Ouest du Sénégal, situé à environ 7 km à l'Est de Thiès. Il fait partie du bassin arachidier sénégalais. Sa population est principalement sérère.

## Histoire
Fandène est l'un des anciens villages du royaume sérère précolonial du Sine. Le 18 juillet 1867, à la bataille de Fandane-Thiouthioune (communément appelée la « bataille de Somb »), une guerre a eu lieu dans le flux de Fandène. C'était une guerre de religion, mais en partie motivée par la vendetta et construction d'un empire. Elle oppose les Sérères, adeptes de la religion sérère et dirigés par leur roi Maad a Sinig Coumba Ndoffène Famak Diouf et son armée, et les marabouts musulmans de la Sénégambie, dirigés par Maba Diakhou Bâ et son armée. Les forces sérères défont les marabouts lorsque ceux-ci tentent de lancer un djihad et de conquérir le Sine. Maba Diakhou Bâ est tué lors de cette bataille,.
En 1900 Fandène compte environ 1 500 habitants. La localité est dotée d'une école, rattachée à une petite mission de la préfecture apostolique du Sénégal, qui n'accueille alors qu'une quinzaine d'élèves, soit 1 % de la population.

## Administration
Fandène est le chef-lieu de la commune ancienne communauté rurale de Fandène, rattachée à l'arrondissement de Keur Moussa, au département de Thiès et à la région de Thiès.
Le village comporte plusieurs quartiers (Diamdioroh, Keur Ndiour, Koussoune, Fouth, Diayane) et un grand nombre de hameaux.

## Géographie
Les localités les plus proches sont Thiès, Lalane, Mont-Rolland, Peykouk, Keur Demba.

### Physique géologique
Le relief est plat, constitué majoritairement de plateaux argilo-sableux. Très profonds, les sols bénéficient d'une matière organique abondante en surface.
La nappe phréatique se trouve à une profondeur de 11–15 m.
Fandéne se situe en zone tropicale semi-aride, avec une pluviométrie moyenne de 432 mm par an. Il n'y a qu'une saison de culture par an, qui s'étend de juillet à septembre.

### Population
Fandène compte environ 5 000 habitants[réf. nécessaire]. Sa population, principalement sérère, parle le sérère none et pratique surtout le christianisme ou la religion sérère. Elle coexiste avec les Wolofs et les Peuls – musulmans – des villages voisins.

### Activités économiques
L'agriculture, la sylviculture – notamment l'exploitation du rônier (Borassus aethiopium ou kissok koul en langue sérère) – et l'élevage constituent les principales ressources locales.
Un marché traditionnel se tient chaque semaine à Touba Toul, à une quinzaine de kilomètres.

## Jumelages et partenariats
- Solingen (Allemagne)

## Personnalités
Augustin Tine Actuel Ministre des Forces Armées Du Sénégal et Maire De Fandene
- Mody Mbaye fut directeur d'école à Fandène.